# ولاية محوت
ولاية محوت هي إحدى ولايات المنطقة الوسطى في سلطنة عمان. تطل على بحر العرب. تجاورها شمالاً ولاية المضيبي التابعة للمنطقة الشرقية ومن الشمال الغربي ولاية أدم التابعة للمنطقة الداخلية ومن الجنوب الغربي ولاية الدقم ومن الشرق الشمالي ولاية جعلان بني بوعلي التابعة للمنطقة الشرقية. تضم حوالي 32 قرية، ويسكنها 8 آلاف نسمة تقريباً.

## تاريخ محوت
كانت تعد واحداً من الموانئ الهامة في العصور السابقة، حيث اشتهرت بصناعة السفن، ونقل المسافرين والبضائع من عمان إلى كل من شرق أفريقيا والهند وأجزاء أخرى من القارة الإفريقية، حاملة للمنتجات العمانية وعائدة بالبضائع التي لم تكن موجودة آنذاك في عُمان.

## الطبيعة في محوت
توجد بالولاية ثلاث جزر، أهمها جزيرة محوت المحاطة بأشجار القرم أو المانجروف من جميع الجهات، وجزيرة الراك ذات المنظر الطبيعي الرائع، وجزيرة عب التي تتميز بوجود أعداد كبيرة من الطيور البحرية مثل طائر النورس وطائر مالك الحزين والفلامنجو فضلاً عن أنواع أخرى من الطيور المهاجرة.أما سواحل ولاية محوت فأهمها: سواحل النجدة بر الحكمان سويحل كناسة، رأس رويس، الخلوف، نبتوت، رأس الزخر، رأس خبة صراب.ومن الوديان أهمها وادي مديرة وأكبر وادي بة شجر الغاف بكثافة ويوجد به مناظر طبيعية كثيرة منها (عين السلم)
ووادي الجوبه ووادي السيل.

## الحرف والصناعات التقليدية
يعمل سكان الولاية في صيد الأسماك، وعي وتربية الماشية، فضلاً عن إتجاه البعض إلى الزراعة، حيث توجد بها حالياً أكثر من 70 مزرعة تنتج الخضروات والتمور والأعلاف الحيوانية. ومن الصناعات التقليدية: الغزل والنسيج – الخروج والغلي التي يصنعونها من «الشعر» وهي تستخدم كغطاء للمنازل، وكذلك يستخدمونها «كفراش» وتسمى «العينة».
وقد نالت ولاية محوت حصة مناسبة من عطاءات النهضة التي يقودها السلطان قابوس، حيث توجد هناك 7مدارس و4مراكز صحي، كما يوجد عدد من المكاتب الحكومية التي تعمل لخدمة المواطنين بالولاية.

## وصلات خارجية
- المنطقة الوسطى - وزارة الإعلام العمانية